# Dessauer Torturm (Aken)

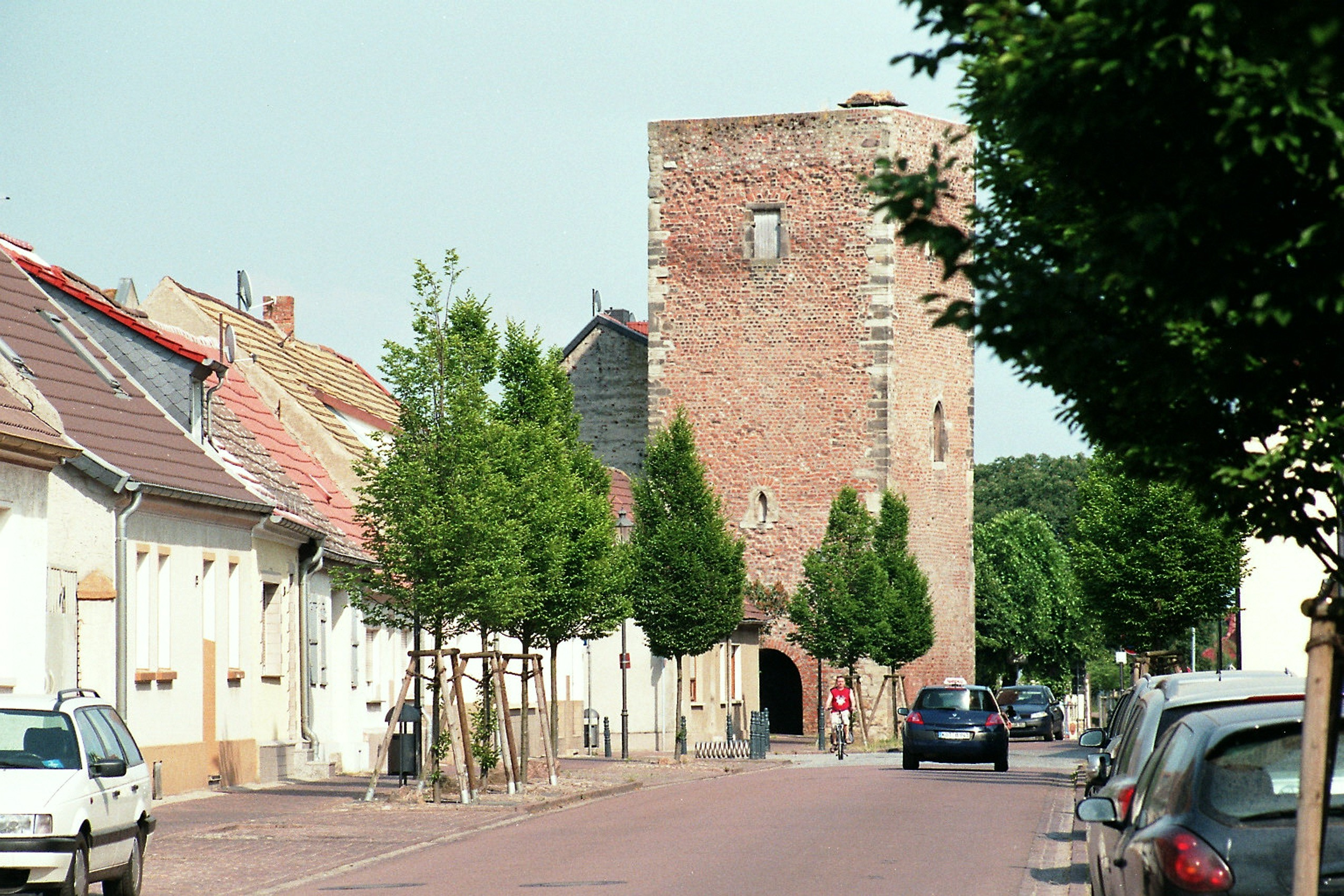
Dessauer Torturm Aken

Der Dessauer Torturm ist ein zur historischen Stadtbefestigung gehörender Stadttorturm in der Stadt Aken im Landkreis Anhalt-Bitterfeld in Sachsen-Anhalt.

## Lage und Name
Der Torturm befindet sich im Nordosten der Altstadt von Aken (Elbe) in der Dessauer Straße. Etwas weiter östlich wird die Straße zur Dessauer Chaussee. Die Verbindung in die Stadt an der Mulde war namensgebend für das Stadttor und die Straßen.

## Geschichte und Gestalt
An der Kreuzung der Straßen von Köthen (Anhalt) nach Zerbst sowie von Dessau nach Calbe (Saale) entstand Aken im Hochmittelalter als Planstadt durch flämische Siedler neben der bisherigen Burg mit Siedlung. Diese besaß zunächst eine Palisadenwand zum Schutz und wurde später aus Stein neu erbaut. Diese Stadtmauer wurde im Jahr 1335 erstmals erwähnt und besaß vier Stadttore, von denen noch drei der Tortürme zeugen.
Der Dessauer Torturm ist ein wuchtiges Backsteinbauwerk. Mit 17 Metern Höhe und 8 Metern Seitenlänge wirkt der quadratische Bau recht gedrungen, zumal er keine Dachhaube besitzt. Seine Mauern sind 1,65 Meter dick. In seine heutige Gestalt wurde der Turm im Jahr 1608 gebracht. Erbaut wurde er aber wohl noch im 13. Jahrhundert. Im Erdgeschoss befindet sich ein rundbogiger Durchgang, darüber gotische Fenster an der Süd- und Westseite, sowie im Obergeschoss Rechteckfenster an der Ost- und Westseite. Die Ecken sind durch Werksteine betont, an der stadtabgewandten Seite hat sich ein Vorbau mit gemauertem Dach erhalten. An der Nordwand befindet sich ein Relikt, das wohl von einem ehemaligen Abort stammt. Im Volksmund heißt der Turm auch Klapperstorchenturm, da Störche regelmäßig dort nisten.
An der stadtzugewandten Seite wurde eine steinerne Denkmalschutztafel von Robert Propf angebracht. Der ehemalige Torturm steht als Baudenkmal unter Denkmalschutz und ist im Denkmalverzeichnis mit der Nummer 094 17912 erfasst. Der Turm wurde in den Jahren 1992 und 1993 saniert.